# 小西氏石櫟松露
小西氏石櫟松露（学名：Tuber Lithocarpii），是松露的一種，於臺灣高雄市六龜區發現。是繼深脈松露後臺灣第二個正式發表的白松露。

## 型態
子實體的直徑約0.1至3公分不等，顏色介於白至紅棕色間，子囊孢子尺寸小且球形，具有不規則的大理石狀紋路。

## 生態
除了可以寄生於松科植物外，小西氏石櫟松露亦可寄生於小西氏石櫟。又小西氏石櫟松露在小西氏石櫟的根部首次被發現，故名。